# تازة كند (أرومية)
تازة كند هي قرية في مقاطعة أرومية، إيران. عدد سكان هذه القرية هو 365 في سنة 2006.